# 안양소방서
안양소방서(安養消防署, Anyang Fire Station)는 경기도 안양시를 관할하는 경기도 소방재난본부 산하의 소방서이다.
소방서장은 소방정으로 보한다.

## 연혁
- 1977년 6월 18일: 안양소방서 개서
- 1982년 12월 16일: 광명소방서 분리
- 1990년 3월 24일: 군포소방서 분리
- 1998년 7월 3일: 현재 청사로 이전

## 조직
| - 소방행정과 - 소방행정팀 - 회계장비팀 | - 재난예방과 - 예방대책팀 - 생활안전팀 - 예방제도팀 | - 소방안전특별점검단 - 특별조사팀 - 소방패트롤 - 소방사법팀 | - 현장대응단 - 대응전략팀 - 구조구급팀 - 지휘조사팀 |

## 관할센터 및 관할구역
안양소방서는 6개의 119안전센터와 1개의 구조대를 산하에 두고 있다.
| 명칭                 | 사진 | 주소                    | 관할구역                                                 |
| -------------------- | ---- | ----------------------- | -------------------------------------------------------- |
| 비산119안전센터      |      | 동안구 평촌대로 389     | 비산동, 관양 1동                                         |
| 안양119안전센터      |      | 만안구 현충로 55        | 안양 1·4·5·6·7·8동                                       |
| 석수119안전센터      |      | 만안구 석수로 28        | 석수동, 박달동, 안양 2동                                 |
| 부림119안전센터      |      | 동안구 관평로212번길 32 | 관양 2동, 부림동, 달안동, 부흥동, 범계동, 평안동, 평촌동 |
| 귀인119안전센터      |      | 동안구 평촌대로 104     | 신촌동, 귀인동, 갈산동, 호계동                           |
| 박달119안전센터      |      | 만안구 오리로 38        | 박달동, 안양3·9동                                        |
| 안양소방서 119구조대 |      | 동안구 평촌대로211길 56 | 경기도 안양시 일원                                       |

## 같이 보기
- 대한민국 소방청
- 대한민국의 소방
- 소방관 계급